# Waddestein
Het kasteel Waddestein was gelegen in de Nederlandse stad Asperen, provincie Gelderland. Van het kasteel zijn enkel de fundamenten bewaard gebleven.

## Geschiedenis
Begin 12e eeuw zal het eerste kasteel zijn gebouwd door het geslacht Van Arkel. De bouw heeft waarschijnlijk plaatsgevonden na de dood van Jan van Arkel in 1112, met diens zoon Volpert van Arkel als bouwheer. In 1204 werden kasteel en stad echter verwoest door graaf Willem I van Holland.
In 1313 schonk Otto II de heerlijkheid Asperen aan de Hollandse graaf Willem III en kreeg het direct weer als leen terug. Omdat de heerlijkheid tevens tot baronie was verheven, werd Otto nu baron van Asperen. Als grensvesting van het graafschap Holland kreeg Johan van Arkel nu de mogelijkheid om het verwoeste kasteel weer te herbouwen.
Het kasteel kwam in 1347 in eigendom van het geslacht Van Polanen dankzij het huwelijk van Elburg van Asperen met Dirk van Polanen. In 1377 werd het slot opgedragen aan hertog Albrecht van Beieren, de ruwaard van het graafschap Holland.
In de 15e eeuw kregen de families Van Beesd en Van Boetzelaer elk een deel van het leen in handen, totdat in de jaren 80 van die eeuw het volledige leen in eigendom van Van Boetzelaer kwam. Tijdens de Hoekse en Kabeljauwse twisten werd Rutger IV van den Boetzelaer in 1460 op het kasteel doodgeschoten door Willem van Buren.
Asperen werd einde 15e en begin 16e eeuw diverse malen aangevallen door Gelderse troepen. In 1517 werd het stadje geplunderd door een Fries huurlingenleger dat namens Gelre een krijgstocht door Holland hield. Het is aannemelijk dat kasteel Waddestein ook bij de diverse belegeringen betrokken was.

### Verwoesting en afbraak
In het rampjaar 1672 werd het kasteel Asperen verwoest door Franse troepen. Nadat zij "eenige tonnetjes kruid, met brandende lonten onder in de toren van het kasteel geset hadden" werd het kasteel opgeblazen. De restanten werden in de jaren hierna gesloopt, totdat medio 18e eeuw alle muren boven het maaiveld volledig waren verdwenen. Op de plek van het kasteel was inmiddels een vijver aangelegd, maar deze verdween weer begin 19e eeuw. Slechts een poort en enkele bijgebouwen op  de voorburcht hadden de verwoesting van 1672 overleefd, totdat ook zij in de 19e eeuw werden afgebroken. Het poortgebouw verdween in 1871 als laatste onderdeel van het oorspronkelijke kasteel. 
Op de locatie van het verdwenen kasteel werd in 1893 door S.A. Suter een villa gebouwd in eclectische stijl. Van 1952 tot 1986 fungeerde deze villa als gemeentehuis van Asperen.

## Beschrijving
Een tekening uit 1646 van Roelant Roghman toont een omgracht vierkant slot van drie of vier woonlagen, met aan de voorzijde een ronde toren. Op de hoeken van de voorgevel bevonden zich arkeltorentjes. De ingang was naast de toren gesitueerd en kon middels een houten brug worden bereikt.
De vierkante voorburcht was voorzien van muren, twee torens en een poortgebouw. Op de voorburcht waren stallen, dienstvertrekken en een tuin.

## Archeologisch onderzoek
In de 20e eeuw zijn bij werkzaamheden vondsten gedaan die op de aanwezigheid van het kasteel duiden. In 2011 en 2016 heeft er archeologisch onderzoek plaatsgevonden. Hierbij is een deel van de fundamenten van het kasteel blootgelegd. Ook zijn onder andere aardewerk, pijlpunten, musketkogels, munten, daktegels en plavuizen aangetroffen.
Aalst · Aardenburg · Acquoy · Aerdt · Agistaldaburg · Ahof · Aldenhaag · Aller · Ambe · Ammersoyen · Ampsen · Andelst · Angeroyen · Appelburg · Appelse walburg · Appeltern · Arler · Baak · Babberich · Baer · Baerle · Bakerbosch · Balgoij · Barlham · Batenburg · Beek · Beerenclaauw · Bemmel · Bevervoorde · Bergh · Biljoen · Bingerden · Blankenborg (Laren) · Blankenborg · Blauwe Huis · Blokhuis (Ravenswaaij) · Boelenham · Boetselaersborg · Borculo · Boswaai · Brakel · Den Brakel · Den Bramel · Bredevoort · Broekhuizen · Bronkhorst · Bruchem · Bruinhorst · Brunsberg · Bulkestein · Bunswaard · Burcht van Tiel · Buren · De Buurse · Byland · Byvanck · Caetshage · Camphuysen · De Cannenburch · de Cloese · Coldenhove · Culemborg · Dedinckweerd · Delwijnen · Didam · Diepenbroek · Hof te Dieren · Huis Dijck · Dikke Tinne · Doddendaal · Dodewaard · Doornenburg · Doornik · Doorwerth · Dooyenburg · Dorth · Doseburg · Drakenburg · Dreumel · Druten · Duivelshuis · Eerbeek · De Ehze · Elburg · Eldrik · Emmerik · Engelenburg · Groot Engelenburg · Engelrode · Enghuizen (Hummelo) · Enghuizen (Zevenaar) · Enspijk · De Essenburgh · Essenpas · Est · Fokkinck · Gameren · Geerestein · Geldermalsen · De Gelderse Toren · Geldersweerd · Gellicum · Gendt · Gennepestein · Glindhorst · Goudenstein · ‘s-Grevenhoef · Groot Hell · Groenlo · Groesbeek · Huis te Groesbeek · Grunsfoort · Gulden Spijker · Hackfort · Hackforts Veenhuis · Hagen · Hagevoort · Hamerden · Hanepol · Harreveld · Harslo · Hassink · Het Haveke · Hedel · Heeckeren · De Heegh · Hees · De Heest · Hellouw · Hemmen · Hernen · Motte van Hernen · Heumen · Heusden · Hoekelum · Hoekenburg · De Hoeve · De Hof · Hof d'Ooy · Hof van Arkel · Huis het Holt · Holthuis · Het Holtslag · Ter Horst · Houberg · St. Hubertus · Huissen · Hulhuizen · Hulkestein · Hulsen · Hunneschans bij De Duno · Hunneschans bij Uddel · Jonker Bloo · 't Joppe · De Kamp · Karssenberg · Kemnade · Keppel · Kermestein · Kernhem · Kervel · Kiefskamp · De Kinkelenburg · Klein Enghuizen · Kleverburg · Kortenhoeve · Laag Helbergen · Lakenburg · Landfort · Langen · Latenstein · De Lathmer · Lathum · Ter Lede · Leegpoel · Leemcuyl · Leeuwen · Leeuwenbergh · Lensenburg · Lent · Leur · Leuvenum · Leyenburg · Lichtenvoorde · Lievenstein · Loenen · Loevestein · Loil · Loowaard · Luynhorst · Hof te Maasbommel · Magerhorst · Malburgen · Malderburcht · Malsen · Manhorst · Marhulsen · De Marsch · Marveld · Mathena · Maurik · Medel · Medestein · 't Medler · Meinerswijk · De Mellard · Mensink · Mergelp · Meteren · 't Meyerink · Middachten · Millingen · Mussenberg · Nagelhorst · Nederhagen · Nederhemert · Neerijnen · Huis Neerijnen · De Nesch · Nettelhorst · Nieuwe Blokhuis ·  Nijburg · Nijenbeek · Old Putten · Notenstein · Nye Huis · Olde Spijker · Oldenaller · Oldenhof (Driel) · Oldenhof (Heteren) · De Ooij · Oolde · Oud Oolde · Oosterhout · Ophemert · Opijnen · Oud Ampsen · Oude Blokhuis · Het Oude Loo · Oude Voorst · Oudenborch · Oud-Wisch · Huis te Overasselt · Overeng · Overhagen · Overlaar · 't Oye · Palmestein · De Parck · Persingen · Plekenpol · Ploen · Pluimenburg · Poederoijen · Poelwijck · Poelwijk · De Pol (Dreumel) · Huis de Poll (Huis te Gietelo) · De Poll (Huissen) · Pollenbering · Pollenstein · Puttenstein · Het Raasink · Ravenhorst · De Rees · Ressen · Reuversweerd · Reygersfoort · Rhijnestein · Huis Rijswijk · Rode Toren · Roode Wald · Rosande · Rosendael · Rossum · Rumpt · Ruurlo · Rijsselt · Schadewijk · Schaffelaar · Scherpenzeel · Schoonbroek · Schoonderbeek · Schoonenburg · Schuilenburg · Schuilkerke · Hof te Seelbeek · Sevenaer I · Sevenaer II · Sinderen (Oude IJsselstreek) · Sinderen (Voorst) · Slangenburg · Sleeburg · Slimsijp · De Snor · Soelen · Spaansweerd · Spaldorp · Spijk · Staverden · Sterkenburg · Swanepol · Tarthorst · Teisterbant (Kerk-Avezaath) · Teisterbant (Kerkdriel) · Ter Dicke · Tolhuis · Tolhuis (Tiel) · Tollenburg · Tongerlo · Toren van Wely · Tuil · Ubbergen · Uilenburg (Ewijk) · Uilenburg (Heteren) · Ulenpas · Ulft · Upladen · Valburg · Valkhofburcht · Valkhofpalts · Vanenburg · Varik · Hof te Varsseveld · 't Velde · Velhorst · Verwolde · Vierakker · De Voorst · Voorstonden · Vorden · Vosbergen · Vredenburg · Vredestein (Driel) · Vredestein (Ravenswaaij) · Vuren · Waardenburg · Waddestein · Wadenoijen · Waede · Wageningen · Walfort · 't Waliën · De Wardt · Watergoor · Watermeerwijk · Wayenstein (Huis te Herwijnen) · Well (Huis van Malsen) · Weijenrade · Westenburg · Westerholt · Weurt · De Wiersse · Wijenburg (Echteld) · De Wildenborch · De Wildt · Wilp · Wilperhorst · Winssen · Wisch · Wychen · Wolfswaard · Woolbeek · Yrst · IJzendoorn · Zeeland · Zilveren Spijker · Zuilichem · Zwaluwenburg · Zwanenburg (Heerde) · Zwanenburg (Megchelen)